# Betty (Vorname)
Betty oder Bette ist eine im Englischen übliche Kurzform des weiblichen Vornamens Elizabeth bzw. Elisabeth, im Deutschen auch Kurzform von Bettina.

## Namensträgerinnen
- Betty Allen (1927–2009), US-amerikanische Mezzo-Sopranistin
- Betty Amann (1907–1990), deutsch-amerikanische Schauspielerin
- Betty Balfour (1903–1977), britische Schauspielerin
- Bettie Ballhaus (* 1978), deutsche Fernsehmoderatorin
- Betty Bird (1901–1998), österreichische Filmschauspielerin
- Betty Blythe (1893–1972), US-amerikanische Schauspielerin
- Betty Boo (* 1970), britische Sängerin, Rapperin und Songwriterin
- Betty Boothroyd (1929–2023), britische Politikerin
- Betty Bryant (* 1929), US-amerikanische Jazzmusikerin
- Betty Buckley (* 1947), US-amerikanische Schauspielerin
- Betty Carter (1929–1998), US-amerikanische Jazz-Sängerin
- Betty Chandler (1915–2006), kanadisch-chinesische Ernährungswissenschaftlerin und Lektorin
- Betty Comden (1917–2006), US-amerikanische Songschreiberin, Drehbuchautorin und Schauspielerin
- Betty Compson (1897–1974), US-amerikanische Filmschauspielerin
- Betty Curtis (1936–2006), italienische Sängerin
- Betty Cuthbert (1938–2017), australische Leichtathletin
- Betty Davis (1944–2022), US-amerikanische Sängerin
- Betty Dorsey (1945–2020), US-amerikanische Pop- und Jazzsängerin
- Betty Field (1916–1973), US-amerikanische Bühnen- und Filmschauspielerin
- Betty Ford (1918–2011), Witwe des 38. US-Präsidenten Gerald Ford
- Betty Friedan (1921–2006), US-amerikanische Feministin und Publizistin
- Betty Gillies (1908–1998), US-amerikanische Pilotin
- Betty Gilpin (* 1986), US-amerikanische Schauspielerin
- Betty Gleim (1781–1827), deutsche Pädagogin, Schulgründerin und Schriftstellerin
- Betty Grable (1916–1973), US-amerikanische Schauspielerin
- Betty Hall Jones (1911–2009), US-amerikanische R&B-Musikerin
- Betty Heidler (* 1983), deutsche Hammerwerferin
- Betty Heimann (1888–1961), deutsche Indologin
- Betty Hirsch (1873–1957), dänisch-deutsche Sängerin und Blinden- und Sprachlehrerin
- Betty Hutton (1921–2007), US-amerikanische Schauspielerin, Sängerin und Entertainerin
- Betty Kolodzy (* 1963), deutsche Schriftstellerin
- Betty Legler (* 1961), Schweizer Sängerin und Songwriterin
- Betty Leslie-Melville (1927–2005), US-amerikanische Naturaktivistin
- Betty Lynn (1926–2021), US-amerikanische Schauspielerin
- Betty Mahmoody (* 1945), US-amerikanische Schriftstellerin
- Betty Miles (1910–1992), US-amerikanische Schauspielerin, Stuntfrau, Pferdeartistin und Lehrerin
- Betty Nuthall (1911–1983), englische Tennisspielerin
- Betty O’Hara (1925–2000), US-amerikanische Blechbläserin und Sängerin
- Bettie Page (1923–2008), US-amerikanisches Model
- Betty Paoli (1814–1894), österreichische Schriftstellerin
- Betty Roose (1778–1808), deutsche Schauspielerin
- Betty Shabazz (1936–1997), Witwe von Malcolm X
- Betty Smith (1896–1972), US-amerikanische Schriftstellerin
- Betty Smith (1929–2011), britische Jazzmusikerin
- Betty Taube (* 1994), deutsches Model
- Betty Thomas (* 1948), US-amerikanische Schauspielerin und Regisseurin
- Betty Wahl (* 1965), deutsche Skandinavistin und literarische Übersetzerin
- Betty White (1922–2021), US-amerikanische Schauspielerin
- Betty Williams (1943–2020), irische Friedensaktivistin
- Betty Wright (1953–2020), US-amerikanische Soul-Sängerin

### Bette
- Bette Bright, geb. Anne Martin, britische Rocksängerin
- Bette Davis (1908–1989), US-amerikanische  Schauspielerin
- Bette Ford, geb. Harriet Elizabeth Dingeldein (* 1927), US-amerikanische Film- und Fernsehschauspielerin und Stierkämpferin
- Bette Nesmith Graham, geb. Bette Clair McMurray (1924–1980), US-amerikanische Unternehmerin
- Bette McLaurin, US-amerikanische R&B-Sängerin
- Bette Midler (* 1945), US-amerikanische Schauspielerin, Sängerin und Autorin
- Bette Westera (* 1958), niederländische Schriftstellerin

## Fiktive Figuren
- Atomic Betty, kanadische Zeichentrick-Figur
- Betty Bernstein, österreichische Comicfigur
- Betty Blue, Hauptfigur des Films Betty Blue – 37,2 Grad am Morgen
- Betty Boop, Zeichentrickfigur aus den Max-Fleischer-Cartoons, die vom Paramount Studio produziert wurden
- Betty Bossi, fiktive Schweizer Köchin
- Betty Cooper, Comicfigur aus den Archie Comics
- Betty Crocker, fiktives Maskottchen und Markenname des Lebensmittelherstellers General Mills
- Betty George, auf EUROPA-Hörspielen verwendetes Sammelpseudonym für die Komponisten Carsten Bohn, Heikedine Körting und Andreas E. Beurmann
- Betty Geröllheimer (englisch: Betty Rubble), Figur aus der Zeichentrickserie Familie Feuerstein (The Flintstones)
- Betty Kane, erstes Batgirl im DC-Universum
- Betty (Master Pain) Master Pain nennt sich in Betty um (Siehe Kung Pow)
- Schwester Betty, die mehrfach umbesetzte Hauptrolle in der Krankenhausserie Bettys Diagnose